# Special Team Six
A Special Team Six (em português: Equipe especial seis) ou ST6 é uma força policial multinacional formada após o conflito no Kosovo. A unidade faz parte da polícia das Nações Unidas e todos os países membros das Nações Unidas podem aplicar pessoal à unidade. Sua principal tarefa é simplesmente ser policiais e lidar com situações perigosas causadas pela violência étnica albanesa e Sérvia no Kosovo. Prisões de alto risco também são uma tarefa para o ST6 juntamente com a segurança dos diplomatas. Além disso, as tarefas incluem o que as unidades de operação de polícia especiais normalmente são treinados para fazer, resgate de reféns, por exemplo.

## Membros
Cada país membro das Nações Unidas podem aplicar pessoal à unidade. Eles têm que ter o fundo de forças especiais. Os países que têm ou tiveram pessoal em ST6 são:
- Áustria: EKO Cobra
- Canadá: Toronto Police Service e Emergency Task Force (TPS)
- Croatia: ATJ Lučko
- República Checa: Útvar rychlého nasazení
- Alemanha: GSG 9 e o SEK
- Islândia: Víkingasveitin
- Noruega: Emergency Response Unit
- Eslovênia: Specialna Enota Policije
- Suécia: Nationella Insatsstyrkan e Piketen